# ポルカーリ
ポルカーリ（伊: Porcari）は、イタリア共和国トスカーナ州ルッカ県にある、人口約8,800人の基礎自治体（コムーネ）。

## 地理

### 位置・広がり
ルッカ県東南部、ピアーナ・ディ・ルッカ地方 (it:Piana di Lucca) のコムーネ。

#### 隣接コムーネ
隣接するコムーネは以下の通り。
- アルトパーショ
- カパンノリ
- モンテカルロ

### 気候分類・地震分類
ポルカーリにおけるイタリアの気候分類 (it) および度日は、zona D, 1676 GGである。
また、イタリアの地震リスク階級 (it) では、zona 3 (sismicità bassa) に分類される。